# Lochmühle (Prichsenstadt)
Lochmühle ist eine Einöde in der Gemarkung des Prichsenstädter Gemeindeteils Altenschönbach im unterfränkischen Landkreis Kitzingen.

## Geografische Lage
Die Lochmühle liegt im Prichsenstädter Gemeindegebietes am Schwarzachzufluss Schönbach. Weiter im Norden, getrennt durch den Marbach, ist Neudorf zu finden. Im Norden und Nordosten ragt die Gemarkung des Oberschwarzacher Ortsteils Siegendorf im Landkreis Schweinfurt in das Gebiet von Prichsenstadt. Südöstlich ist Altenschönbach selbst zu finden. Der Hauptort Prichsenstadt liegt in einiger Entfernung im Südwesten. Westlich der Mühle verläuft die Bundesstraße 286.

## Geschichte
Das genaue Alter der Lochmühle ist nicht bekannt. Vielleicht war die Mühle bereits Teil des Dorfes Kleinschönbach, das 1466 niedergebrannt wurde. Die Kleinschönbacher zogen daraufhin nach Prichsenstadt und das Dorf verfiel. Eventuell blieb die Mühle als letzter, baulicher Überrest bestehen. In späterer Zeit, spätestens zu Beginn des 19. Jahrhunderts, wurden ihre Fluren der Gemarkung von Altenschönbach zugeordnet.
Noch in der zweiten Hälfte des 20. Jahrhunderts bestand die Mühle aus mehreren Gebäuden. Im Jahr 1983 bezog dann Erhard Karb die Anlage und gründete dort eine Maschinenbaufirma. Nach und nach riss man die alten Gebäude ab, um Platz für moderne Produktionsanlagen zu machen. Bis 1992 entstand eine Fabrikationshalle mit Büros, 2002 zusätzlich eine große Fertigungshalle. Letztmals erweitert wurde die Lochmühle im Jahr 2010. Lediglich ein kleines Wohnhaus von der alten Mühle besteht bis heute.